# 紀元前257年
紀元前257年（きげんぜん257ねん）は、ローマ暦の年である。
当時は、「ガイウス・アティリウス・レグルスとグナエウス・コルネリウス・ブラシオが共和政ローマ執政官に就任した年」として知られていた（もしくは、それほど使われてはいないが、ローマ建国紀元497年）。紀年法として西暦（キリスト紀元）がヨーロッパで広く普及した中世時代初期以降、この年は紀元前257年と表記されるのが一般的となった。

## 他の紀年法
- 干支 : 甲辰
- 日本
  - 皇紀404年
  - 孝霊天皇34年
- 中国
  - 周 - 赧王58年
  - 秦 - 昭襄王50年
  - 楚 - 考烈王6年
  - 斉 - 斉王建8年
  - 燕 - 孝王元年
  - 趙 - 孝成王9年
  - 魏 - 安釐王20年
  - 韓 - 桓恵王16年
- 朝鮮 :
- ベトナム :
- 仏滅紀元 : 290年
- ユダヤ暦 :

## できごと

### 共和政ローマ
- ローマ軍は、サルデーニャを攻撃し、カルタゴからの奪還を試みた。
- マルクス・アティリウス・レグルスに率いられたローマ軍とカルタゴ軍の間で、シラクサでティンダリスの戦いが行われた。シラクサの僭主ヒエロン2世は、ティンダリスをカルタゴの基地とすることを許された。しかしこの戦いの後、この町はローマ軍の手に落ちた。

### ベトナム
- 蜀泮は、文郎国を破り、西駱と駱越を統一して甌駱を建国した。

### 中国
- 秦の昭襄王が白起に自殺を命じた。
- 魏の信陵君が秦軍を邯鄲城下で撃破し、王齕は邯鄲の包囲を解いて敗走した。鄭安平が趙に降伏したが、范雎は鄭安平を推挙した罪を問われなかった。
- 趙の人質になっていた秦の公子異人が呂不韋の援助を受けて邯鄲を脱出し、華陽夫人の養子となり、名を楚と改めた。

## 死去
- 白起 - 秦の将軍